# شهرستان اوکتیابرسکی، استان اورنبورگ
شهرستان اوکتیابرسکی (به لاتین: Oktyabrsky District) یک شهرستان در روسیه است که در استان اورنبورگ واقع شده‌است.